# Gruppo Orlando
Il Gruppo Orlando è la galassia delle aziende industriali possedute dalle due ex holding industriali GIM-SMI, fondate da membri della Famiglia Orlando agli inizi del novecento.
La SMI è stata ribattezzata nel 2006 KME Group, mentre la GIM si è fusa per incorporazione nella Intek che il 30 novembre 2012 si è fusa per incorporazione nella KME Group che ha contestualmente mutato la ragione sociale in Intek Group S.p.A., società quotata alla Borsa di Milano. Il presidente è Salvatore Orlando figlio di Luigi Orlando.

## Storia
Nell'Ottocento la formazione del Gruppo Orlando nasce intorno al (Cantiere navale fratelli Orlando di Livorno), successivamente attraverso la società SMI entra nella metallurgia del rame, per diventare il maggiore operatore italiano del settore. Nel secondo dopoguerra furono alleati di Mediobanca e della Pirelli, che entrarono nel capitale della loro holding "GIM"; la SMI divenne importante anche sul piano europeo acquisendo attività in Francia, Germania, Spagna ed Inghilterra.

## Il gruppo "Odero-Terni-Orlando"
Alla fine degli anni trenta il cantiere Orlando di Livorno si consorziò con la Terni e con i Cantieri navali Odero di Sestri Ponente a formare il trust cantieristico-siderurgico Odero-Terni-Orlando (OTO): la produzione siderurgica della Terni trovava sbocco nelle costruzioni navali, grazie anche alle agevolazioni concesse dallo Stato ed alla politica di riarmo perseguita dall'Italia in occasione della Guerra italo-turca prima e della prima guerra mondiale poi. La stessa SMI fu uno dei maggiori fornitori di pezzi d'artiglieria. La dipendenza dalle commesse militari e dai finanziamenti della Comit mise il gruppo OTO in gravi difficoltà nel dopoguerra, portandolo in orbita IRI.

## La Centrale: elettricità e telefonia

### Il settore idroelettrico
Il Gruppo Orlando entra anche nel settore elettrico, tramite la SELT - Società Ligure Toscana di Elettricità con il sostegno del gruppo industriale degli Odero di Genova e della Banca Commerciale Italiana. La SELT iniziò lo sfruttamento idroelettrico della Garfagnana, l'area regionale più ricca di acque e di salti di quota. Nel 1923 una complessa manovra finanziaria portò alla fusione della SELT con la Valdarno e al controllo da parte della nuova società del pacchetto azionario de' La Centrale società per il finanziamento di imprese elettriche  (proprietaria del grande impianto di Nera Montoro in Umbria). L'operazione, condotta da Alberto Lodolo con il sostegno di importanti gruppi industriali e finanziari (Bastogi, Orlando, Credito Italiano, Banco di Roma e Banca Commerciale), coadiuvati dalla Mediobanca, portò alla costituzione della società finanziaria Centrale che in breve tempo controllò le più importanti società elettriche della Toscana e del Lazio (tra cui la Romana di Elettricità) e la società telefonica TETI. Nel dopoguerra, dopo la ricostruzione e l'ammodernamento degli impianti distrutti (la maggior parte di quelli esistenti), la Selt-Valdarno continuò lo sfruttamento idroelettrico del bacino imbrifero del Serchio e più tardi dell'Arno. 
Per il bilancio energetico regionale fu determinante, soprattutto a partire da questo secondo dopoguerra, il contributo degli impianti termici di Livorno, Piombino, Portoferraio, S. Barbara.

### L'ingresso nel nucleare
Nel dicembre del 1955 fu costituita la SELNI - Società Elettronucleare Italiana -, per la realizzazione della prima centrale nucleare italiana. Al capitale della SELNI parteciparono, in modo paritetico, elettroproduttori privati (Edison, SADE, Romana, SELT-Valdarno e SGES) e pubblici (IRI-Finelettrica con SME, SIP, Terni e Trentina). 
Per la localizzazione dell'impianto fu accettato un terreno offerto dal comune di Trino Vercellese.
I lavori per la costruzione della centrale iniziarono nel 1961 e si conclusero in meno di tre anni. Il 21 giugno 1964 il reattore raggiunse la prima criticità e a partire dal 22 ottobre 1964 iniziò a immettere elettricità in rete, operando - per effetto delle trasformazioni apportate al primo progetto - con una potenza elettrica di targa di 270 Mw.
Nel 1966, per effetto della legge sulla nazionalizzazione elettrica, la proprietà della centrale passò all'Enel.

### La telefonia
Il Gruppo Orlando e la Pirelli costituirono in joint venture la TETI, che poi fu gestita dalla Centrale. Entrata nell'orbita IRI-STET fino ad essere incorporata nella SIP nel 1964.
La TETI e la Centrale furono le principali aziende telefoniche ed elettriche nel Centro Italia fino alla nazionalizzazione dei settori degli anni sessanta.

## Il settore metallurgico
L'ingresso del Gruppo Orlando nel settore della metallurgia (soprattutto rame) la si deve a Luigi Orlando (1862-1933), figlio di Luigi Orlando (1814-1896) che rilevò la Società Metallurgica Italiana, una società di proprietà prevalentemente francese, operante nel settore dei metalli non ferrosi, fondata a Roma nel 1886 e quotata alla borsa di Milano fin dal 1897. La SMI era proprietaria di tre stabilimenti situati a Livorno, Limestre e Mammiano.
Dopo la nazionalizzazione dell'energia elettrica, il gruppo Orlando si focalizzò sul rame, acquisendo una dimensione internazionale nel settore rame e sue leghe, dismettendo, a partire dagli anni '70, le attività nella produzione dei laminati in acciaio inox (Ilssa Viola) e dei manufatti in argento (Broggi).